# Boswellia sacra
Boswellia sacra е вид растение от семейство Burseraceae. Видът е почти застрашен от изчезване.

## Разпространение
Разпространен е в Оман, Сомалия и Йемен.